# Вальххофер, Михаэль
Михаэ́ль Вальххо́фер (нем. Michael Walchhofer; 28 апреля 1975, Радштадт, Австрия) — австрийский горнолыжник, чемпион мира 2003 года в скоростном спуске и серебряный призёр Олимпийских игр 2006 года в скоростном спуске. Специализировался в скоростных дисциплинах. Завершил карьеру в марте 2011 года.

## Спортивная карьера

### Кубок Европы, Кубок мира и чемпионаты мира
В сезоне 1998/99 Михаэль выиграл Кубок Европы в общем зачёте и зачёте слалома.
Дебютировал в Кубке мира 6 января 1999 года в возрасте 23 лет на трассе слалома в словенской Краньской-Горе и сразу занял 9-е место, проиграв победителю менее секунды. Впервые поднялся на подиум на этапе Кубка мира 21 января 2001 года в комбинации в Кицбюэле. Через 2 года 26 января 2003 года там же в Кицбюэле в комбинации 27-летний Вальххофер одержал свою первую победу на этапах Кубка мира, на 47 сотых опередив норвежца Акселя Лунда Свиндаля.
На чемпионате мира 2003 года в швейцарском Санкт-Морице Михаэль выиграл золото в скоростном спуске, опередив норвежца Хьетиля Андре Омодта и чемпиона мира 1997 года в этой дисциплине швейцарца Брюно Кернена. Интересно, что на момент этой победы Вальххофер не поднимался на этапах Кубка мира в скоростном спуске выше второго места.
В сезоне 2004/05 Михаэль выиграл 3 этапа Кубка мира в скоростном спуске, а вместе с этим и зачёт Кубка мира в этой дисциплине, на 63 очка опередив американца Боде Миллера. В общем зачёте Кубка мира 2004/05 Вальххофер занял высшее в карьере 4-е место. На чемпионате мира 2005 года в итальянском Бормио Михаэль выиграл 3 медали: серебро в супергиганте (14 сотых уступил Боде Миллеру) и в командных соревнованиях, а также бронзу в скоростном спуске (чемпиону Боде Миллеру австриец уступил 0,87 сек).
В следующем сезоне 2005/06 Вальххофер выиграл два этапа в скоростном спуске и вновь первенствовал в зачёте этой дисциплины в Кубке мира, опередив на 31 очко Фрица Штробля. В общем зачёте Михаэль занял пятое место.
28 и 29 декабря 2006 года в итальянском Бормио Михаэль за 2 дня выиграл 2 скоростных спуска. Эти победы остались для него единственными в сезоне 2006/07, и в общем зачёте Кубка мира Михаэль занял лишь 16-е место. Следующий сезон Кубка мира также сложился не очень удачно — 2 победы на этапах в скоростном спуске, 14-е место в общем зачёте и третье в зачёте скоростного спуска.
В сезоне 2008/09 Михаэль выиграл лишь один этап в скоростном спуске, но выступал более стабильно и сумел в третий раз в карьере выиграть малый «Хрустальный глобус» в зачёте скоростного спуска, опередив Клауса Крёлля. В общем зачёте Кубка мира австриец был восьмым.
12 декабря 2009 года во французском Валь-д’Изере Михаэль выиграл свой второй в карьере супергигант на этапах Кубка мира спустя 5 лет после первой победы.
В сезоне 2010/2011 Михаэль повторил своё лучшее достижение сезона 2004/05, когда выиграл четыре этапа Кубка мира. В общем зачёте австриец занял пятое место, а в зачёте скоростного спуска лишь 12 очков (498 против 510) уступил швейцарцу Дидье Кюшу. После сезона 2010/11 завершил карьеру.
Всего за карьеру Вальххофер 240 раз стартовал на этапах Кубка мира и 49 раз поднимался на подиум, одержав 19 побед (14 — скоростной спуск, 3 — супергигант, 1 — комбинация, 1 — суперкомбинация). На протяжении 9 сезонов подряд (2002—2011) Михаэль выигрывал хотя бы один этап Кубка мира. Успешнее всего Вальххофер выступал в итальянской Валь-Гардене — там он выигрывал 4 раза. Семь раз за карьеру Михаэль заканчивал сезон в первой десятке общего зачёта Кубка мира (2003 — 9, 2004 — 7, 2005 — 4, 2006 — 5, 2009 — 8, 2010 — 10, 2011 — 5).

### Выступления на зимних Олимпийских играх
Вальххофер дебютировал на зимних Олимпийских играх в 2002 году в Солт-Лейк-Сити. Из-за высокой конкуренции в австрийской сборной Михаэль выступал только в комбинации. В скоростном спуске в рамках комбинации Михаэль показал пятое время (1,15 сек отставания от лидера Хьетиля Андре Омодта), но затем не сумел финишировать в первой попытке слалома.
Через 4 года на Олимпиаде в Турине в комбинации Вальххофер был пятым после скоростного спуска, но вновь не сумел финишировать в первой попытке слалома.
А вот в чистом скоростном спуске действующий обладатель малого «Хрустального глобуса» в этой дисциплине выступил в Турине гораздо успешнее. Михаэль стартовал десятым по счёту и на 0,6 сек опередил лидировавшего до этого момента Фрица Штробля. Один за другим стартовали претенденты на медали, но никто не мог подобраться вплотную к Вальххоферу. Ближе всех, в трёх десятых за Вальххофером, финишировал опытный швейцарец Брюно Кернен. В группе сильнейших оставался лишь 29-летний француз Антуан Денерья, последний раз побеждавший в скоростном спуске в 2003 году в Валь-Гардене, где он на 0,89 сек опередил именно Вальххофера. С самого старта Антуан захватил лидерство, не дав усомниться в своём превосходстве. На последней перед финишем временной отсечке француз выигрывал у Вальххофера 74 сотых, а на финише его преимущество составило 0,72 сек. Таким образом Денерья отобрал золото у Вальххофера, которое, казалось, уже было «в кармане» у австрийца. Из стартовавших после Денерья горнолыжников лучший показал лишь 28-е время.
На Олимпийских играх 2010 года Вальххофер занял 10-е место в скоростном спуске и 21-е место в супергиганте.

## Результаты на крупнейших соревнованиях

### Зимние Олимпийские игры
| Олимпийские игры    | Скоростной спуск | Супергигант | Гигантский слалом | Слалом | Комбинация |
| ------------------- | ---------------- | ----------- | ----------------- | ------ | ---------- |
| 2002 Солт-Лейк-Сити | —                | —           | —                 | —      | DNF SL1    |
| 2006 Турин          | 2                | —           | —                 | —      | DNF SL1    |
| 2010 Ванкувер       | 10               | 21          | —                 | —      | —          |

### Кубок мира

#### Завоёванные Хрустальные глобусы
- Скоростной спуск (3): 2004/05, 2005/06, 2008/09

#### Победы на этапах Кубка мира (19)
| №   | Сезон   | Дата        | Место               | Дисциплина            |
| --- | ------- | ----------- | ------------------- | --------------------- |
| 1.  | 2002/03 | 26 янв 2003 | Кицбюэль            | Комбинация            |
| 2.  | 2003/04 | 29 ноя 2003 | Лейк Луиз           | Скоростной спуск      |
| 3.  | 2004/05 | 17 дек 2004 | Валь-Гардена        | Супергигант           |
| 4.  | 2004/05 | 15 янв 2005 | Венген              | Скоростной спуск (2)  |
| 5.  | 2004/05 | 18 фев 2005 | Гармиш-Партенкирхен | Скоростной спуск (3)  |
| 6.  | 2004/05 | 19 фев 2005 | Гармиш-Партенкирхен | Скоростной спуск (4)  |
| 7.  | 2005/06 | 10 дек 2005 | Валь-д’Изер         | Скоростной спуск (5)  |
| 8.  | 2005/06 | 11 дек 2005 | Валь-д’Изер         | Суперкомбинация       |
| 9.  | 2005/06 | 21 янв 2006 | Кицбюэль            | Скоростной спуск (6)  |
| 10. | 2006/07 | 28 дек 2006 | Бормио              | Скоростной спуск (7)  |
| 11. | 2006/07 | 29 дек 2006 | Бормио              | Скоростной спуск (8)  |
| 12. | 2007/08 | 30 ноя 2007 | Бивер-Крик          | Скоростной спуск (9)  |
| 13. | 2007/08 | 15 дек 2007 | Валь-Гардена        | Скоростной спуск (10) |
| 14. | 2008/09 | 20 дек 2008 | Валь-Гардена        | Скоростной спуск (11) |
| 15. | 2009/10 | 12 дек 2009 | Валь-д’Изер         | Супергигант (2)       |
| 16. | 2010/11 | 27 ноя 2010 | Лейк Луиз           | Скоростной спуск (12) |
| 17. | 2010/11 | 17 дек 2010 | Валь-Гардена        | Супергигант (3)       |
| 18. | 2010/11 | 29 дек 2010 | Бормио              | Скоростной спуск (13) |
| 19. | 2010/11 | 12 мар 2011 | Квитфьелль          | Скоростной спуск (14) |